# Cystyda

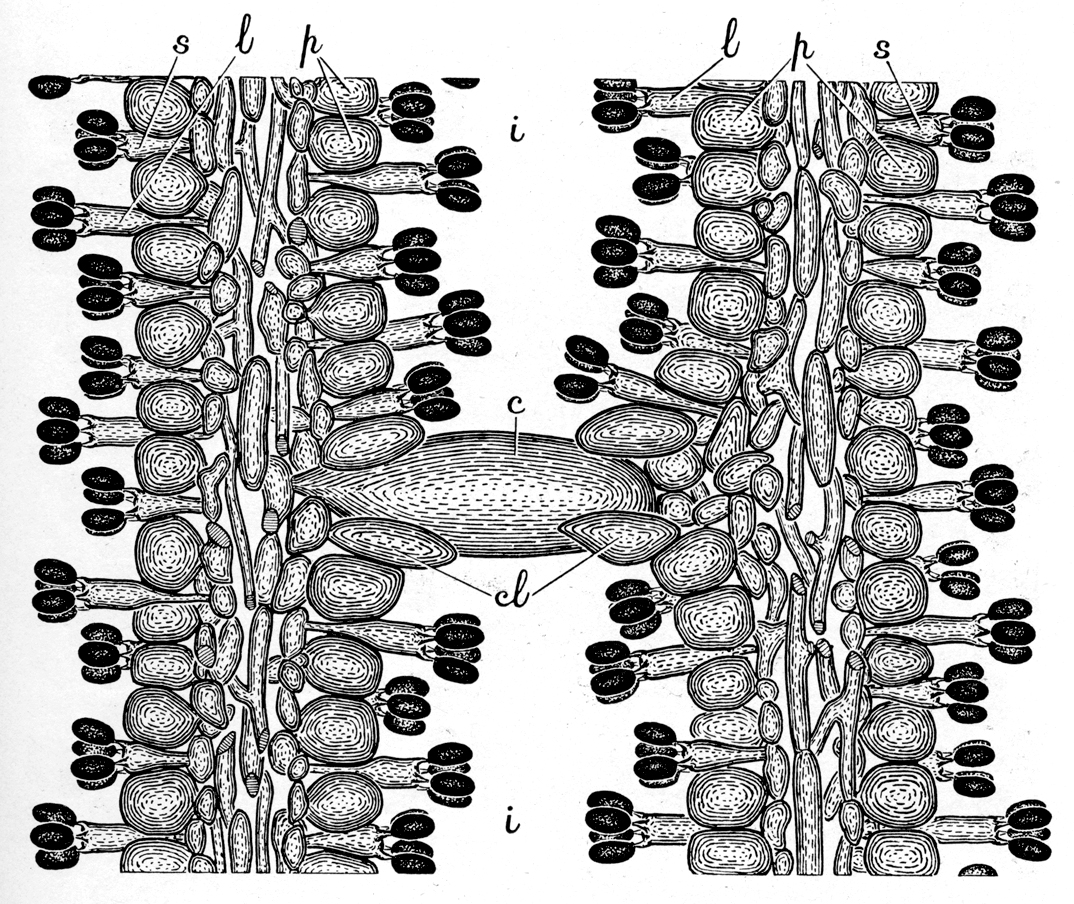
Cystyda (c) u czernidłaka srokatego

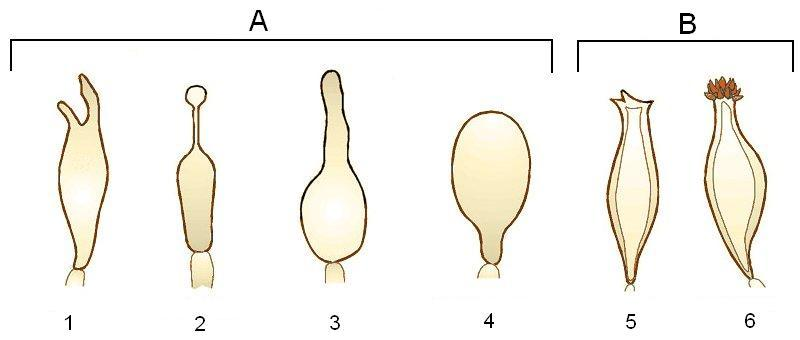
Różne rodzaje cystyd. A – cienkościenne, B – grubościenne, 1 – dwudzielne, 2 – główkowate, 3 – lancetowate, 4 – gruszkowate, 5 – koroniaste, 6 – metuloidy

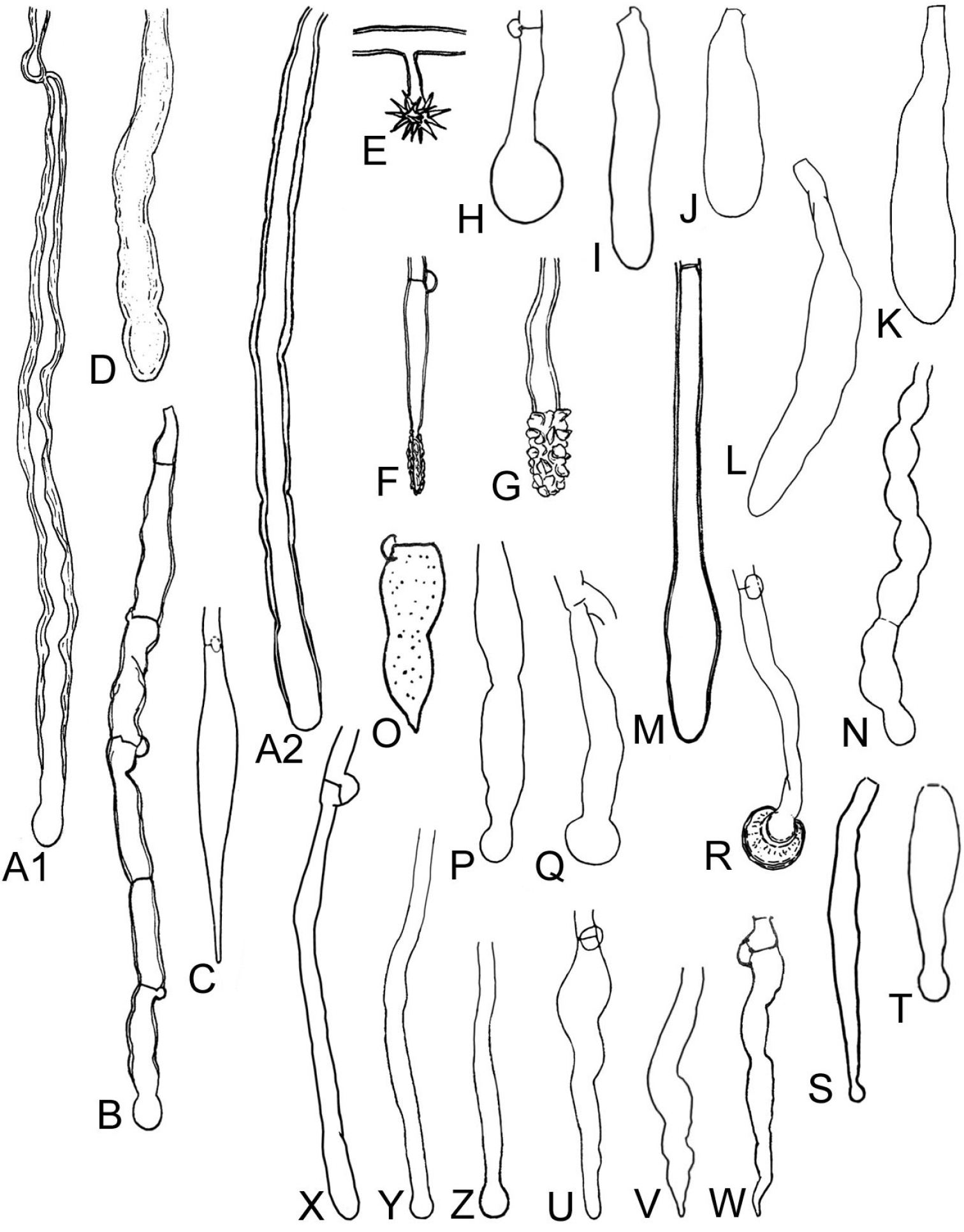
A – szkieletocystyda, A2 – szkieletocystyda rurkowata, B – szkieletocystyda septowana, C – hastocystyda, D – gleocystyda, E – astrocystyda, F – lagenocystyda, lamprocystyda

Cystyda, rozwierka (łac. cystidium) – płonna komórka, która wraz z elementami rozrodczymi – podstawkami (basidium) – tworzy hymenium grzybów. Cystydy rozdzielają podstawki od siebie i stąd pochodzi ich polska nazwa – rozwierki. Czasami cystydy występują pod hymenium (w warstwie subhymenium). Zazwyczaj cystydy są większe od podstawek i wystają ponad hymenium. Ich rola nie jest dokładnie znana, przypuszcza się, że mają za zadanie mechanicznie oddzielać podstawki od siebie, by nie dochodziło do ich zlepiania się, mogą pomagać w utrzymaniu wilgotności, działając jak pułapki powietrzne, mogą pełnić funkcje obronne przed drapieżnikami, takimi jak skoczogonki. Przypuszcza się także, że intensywny metabolizm cystyd może prowadzić do nagrzania otoczenia, co pomaga wyzwolić się zarodnikom.
Cystydy mogą być cienkościenne lub grubościenne, gładkie lub inkrustowane. Ich kształt i położenie odgrywają ważną rolę przy tworzeniu systematyki grzybów, określaniu ich pokrewieństwa oraz przy oznaczaniu niektórych gatunków.
- Ze względu na położenie wyróżnia się następujące typy cystyd[4]:
  - pilocystydy (pilocystidium) lub dermatocystydy (dermatocystidium) – występują w skórce kapelusza
  - cheilocystydy (cheilocystidium) – występują na brzegu albo ostrzu blaszki lub rurki. Czasami, gdy są duże, lub jest ich dużo, można je zobaczyć przez lupę. Tego typu cystydy występują np. u strzępiaków i grzybówek i mają duże znaczenie przy oznaczaniu gatunku,
  - pleurocystydy (pleurocystidium) – występują na ścianie blaszek. Czasami nazywane są cystydami facjalnymi.
  - kaulocystydy (caulocystidium) – występują na trzonie grzybów
- Ze względu na grubość ściany cystydy dzieli się na cienkościenne i grubościenne.
- Ze względu na kształt wyróżnia się cystydy: szerokobutelkowate, wąskobutelkowate, gruszkowate, wrzecionowate, lancetowate itp.
- Ze względu na inkrustację, reakcje barwne i zawartość wyróżnia się:
  - alethocystydy – mają „normalną” cytoplazmę i cechują się dużą różnorodnością kształtów;
  - deuterocystydy – mają deuteroplazmę (cytoplazma zawierająca wydalane metabolity jak w komórkach strzępek wydzielniczych)
  - chryzocystydy – pod wpływem wodorotlenków (KOH, amoniak) ich wnętrze lub niektóre struktury w środku barwią się na żółto;
  - metuloidy – mają grube ściany i krystaliczny lub bezpostaciowy węglan wapnia tworzący grudkę na szczycie cystydy;
  - gleocystydy – zawierają śluzowato-oleistą zawartość, która pod wpływem odczynnika sulfowaniliny czernieje[3][5].
- Ze względu na przegrody[6];
  - septocystydy – podzielone poprzecznymi przegrodami (ze sprzążkami lub bez),
  - cystydy nieseptowane – nie podzielone przegrodami.

Niewielkie cystydy przypominające wyglądem podstawki nazywa się cystydiolami. U niektórych grzybów istnieją też pseudocystydy – mniej lub więcej zmodyfikowane strzępki przypominające cystydy.
W innych klasyfikacjach wyróżnia się inne typy cystyd: akantocystydy, astrocystydy, halocystydy, lagenocystydy, leptocystydy, lamprocystydy, subulocystydy, circumcystydy, tramacystydy